# ECC Ediciones
ECC Ediciones fou una editorial catalana amb seu a Barcelona fundada en 2011, sorgida del grup El Catálogo del Cómic. Es va centrar principalment en l'edició dels còmics de DC Entertainment (DC Comics, Vertigo i MAD), els drets del qual havia adquirit el 2011. A principis de 2025 es va declarar en suspensió de pagaments. La seva fallida fou vinculada a la pèrdua dels drets de DC. Pocs dies més tard, es va saber que Panini havia comprat els drets d'edició de DC Comics.
Malgrat que la majoria del catàleg de l'editorial fou publicat en castellà, en llengua catalana publicà obres cabdals del còmic com Watchmen (2021), d'Alan Moore i Dave Gibbons; o V de Vendetta (2021), també amb guió de Moore i il·lustracions de David Lloyd.

## Trajectòria
Fundada el 1995 com El Catálogo del Cómic, va començar la seva activitat comercial venent els diumenges al Mercat de Sant Antoni. Amb el pas dels anys va anar expandint les seves àrees de negoci, creant departaments de vendes, distribució, serveis editorials, informàtics, etc. i treballà per a grans empreses com Grupo Planeta (Espanya), Sony (Estats Units), Giochi Preziosi (Itàlia) o Cospa (Japó).
Però fou el 2011, quan El Catálogo del Cómic va fer el gran salt, i va anunciar per sorpresa l'adquisició dels drets d'edició de DC Entertainment, els quals estaven fins aleshores en mans de Planeta DeAgostini. El Catálogo del Cómic ja tenia una estreta relació amb l'edició d'aquests còmics, perquè treballava d'empaquetadora fent treballs de traducció, redacció, maquetació i disseny, però és a partir de l'1 de gener de 2012 quan s'ocupa de tot el procés editorial, i crea per a l'ocasió una nova empresa denominada simplement ECC.
El debut editorial d'ECC coincidí amb la publicació del Nou Univers DC (també conegut The New 52) i Before Watchmen. No obstant això, abans de publicar aquest material tan comercial, ECC va haver de tancar les col·leccions iniciades prèviament per Planeta DeAgostini, respectant les característiques originals d'aquests productes (format, numeració, preu, etc.).
Seguidament, ECC va començar a organitzar l'edició d'acord amb els seus propis plantejaments: les sèries regulars de Batman, Green Lantern, Lliga de la Justícia i Superman sortien amb una periodicitat mensual i en format en grapa de 48 pàgines, mentre que altres sèries com Aquaman, Flaix o Wonder Woman sortien en volums quadrimestrals de 96 pàgines. En alguns casos, l'editorial també publicà toms recopilatoris sense periodicitat fixa, com per exemple la sèrie Animal Man.
El 23 de gener de 2025 ECC es va declarar en suspensió de pagaments i el jutjat mercantil núm. 12 de Barcelona va nomenar un administrador per a gestionar-ne la dissolució. La fallida arribava en un moment en el qual ECC, a més de l'editorial, disposava d'una distribuïdora pròpia i botigues a Barcelona, Madrid i Alacant, i ocupava més de 90 treballadors en total. La fallida de l'editorial s'atribueix a la pèrdua dels drets de DC Comics, que van passar a mans de Panini, tal com es va saber uns dies més tard. Panini ja era responsable de l'edició dels còmics de Marvel i una tal situació ja es donava en altres països, com Alemanya o Itàlia, en els quals Panini era el sol responsable de l'edició dels universos de DC Comics i Marvel.